# Stirchley
Stirchley – dzielnica miasta Telford, w Anglii, w Shropshire, w dystrykcie (unitary authority) Telford and Wrekin. Leży 22,4 km od miasta Shrewsbury i 204,8 km od Londynu. W 2001 roku dzielnica liczyła 5000 mieszkańców.